# Saint-Lys
Saint-Lys település Franciaországban, Haute-Garonne megyében. Lakosainak száma 9776 fő (2022. január 1.). Saint-Lys Fontenilles, Fonsorbes, Lamasquère, Saiguède, Saint-Clar-de-Rivière, Sainte-Foy-de-Peyrolières, Seysses és Cambernard községekkel határos.

## Népesség
A település népessége az elmúlt években az alábbi módon változott:
| Lakosok száma | 1794 | 3503 | 4565 | 7741 | 8917 | 9217 | 9470 | 9521 | 9555 | 9776 |
|               | 1968 | 1982 | 1990 | 2006 | 2013 | 2015 | 2017 | 2019 | 2020 | 2022 |